# 贝尔维尔 (默尔特-摩泽尔省)
贝尔维尔（法語：Belleville，法語發音：[bɛlvil] ⓘ）是法国默尔特-摩泽尔省的一个市镇，位于该省中南部，摩澤尔河左岸，属于南锡区。

## 地理
贝尔维尔（48°49'6"N, 6°5'52"E）面积10.22 平方千米，位于法国大東部大區默尔特-摩泽尔省，该省份为法国东北部内陆省份，是洛林的一部分，北邻比利时、卢森堡，北起顺时针与摩泽尔省、下莱茵省、孚日省和默兹省接壤。
与贝尔维尔接壤的市镇（或旧市镇、城区）包括：摩泽尔河畔欧特勒维尔、迪约卢阿尔、马尔巴什、米勒里、赛兹赖。

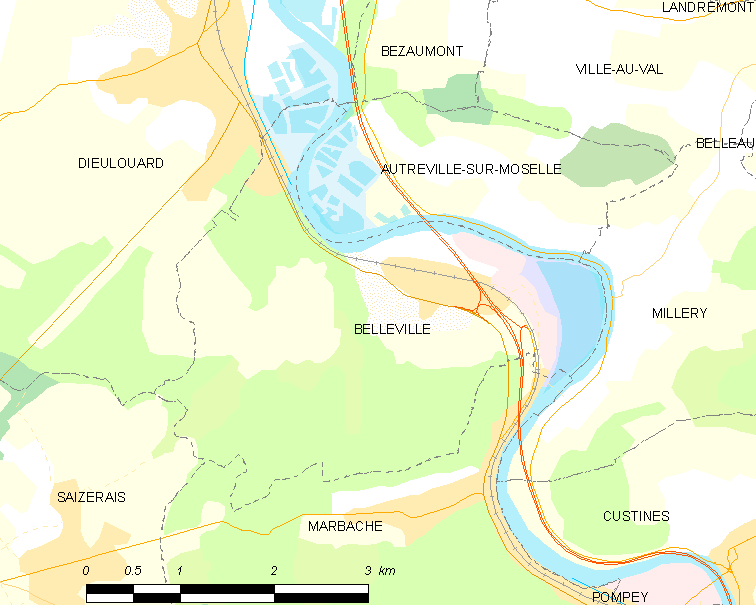
的OSM定位图

贝尔维尔的时区为UTC+01:00、UTC+02:00（夏令时）。

## 行政
贝尔维尔的邮政编码为54940，INSEE市镇编码为54060。

## 政治
贝尔维尔所属的省级选区为塞耶-默尔特河间县。

## 人口

1962-2008年间人口变化图示

贝尔维尔于2022年1月1日时的人口数量为1503人。